# Ebrima Manneh
Ebrima B. Manneh (18 de febrero de 1978- presuntamente 2008) fue un periodista gambiano en África Occidental que fue secuestrado el 7 de julio de 2006. Si bien su paradero no está claro desde julio de 2006, se especula que murió en prisión en 2008 bajo malos tratos. Sin embargo, según información oficial del gobierno, este no sabe nada sobre su paradero. En 2011 Amnistía Internacional lo etiquetó de prisionero de conciencia.

## Desaparición
Manneh se registró en 1998 en el diario The Daily Observer y trabajó como periodista. El diario está clasificado como progubernamental.  Allí fue reportero y columnista sobre delincuencia. 
La organización Reporteros sin Fronteras expresó el 20 de julio de 2006 su primera preocupación por la desaparición de dos periodistas, incluido Manneh.
Según un informe, ha estado desaparecido desde el 7 de julio de 2006 tras volver a publicar una noticia que redactó donde afirmó que el golpe de 1994 era antidemocrático.  Según información de la Media Foundation for West Africa (MFWA), Manneh fue el 11 de julio por dos oficiales vestidos de paisano en las oficinas editoriales del Daily Observer en Bakau. Arrestado por la NIA y detenido en la prisión Mile 2 sin cargos ni contacto con el mundo exterior. Según la MFWA, Manneh es acusado en julio en la cumbre de la Unión Africana en Banjul, una semana antes de su arresto, de haber encontrado información "dañina" para periodistas extranjeros. La NIA negó la detención de Manneh, según la MFWA. 

### Signos de vida en Fatoto
El Gambia Echo informó el 13 de enero de 2007 que Manneh estaba en la comisaría de Fatoto en diciembre de 2006. Se dice que estuvo detenido en varias comisarías de policía del país en los últimos cinco meses antes de eso, los últimos tres en Fatoto.  Entre tanto, las organizaciones de derechos humanos, incluida Reporteros sin Fronteras, habían redactado una petición dirigida al presidente de Gambia, Yahya Jammeh, para obtener la liberación de Manneh. Durante los últimos meses, el gobierno había seguido negando saber nada sobre el paradero de Manneh. A finales de febrero de 2007, un portavoz de la policía habló públicamente sobre el caso Manneh por primera vez. Sin embargo, esto nunca debería haber estado detenido en las comisarías nombradas. La policía dijo haber recibido declaraciones relevantes de la población sobre el paradero de Manneh.
Cuando un periodista estaba investigando en abril de 2007, Manneh ya no estaba en Fatoto; se dice que fue reubicado en un destino desconocido en febrero.  Si bien la policía dijo que no sabían nada sobre él, se sugirió que había sido trasladado a Kombo en ese momento. 
Procesamiento en el Tribunal de Justicia de la CEDEAO
La Media Foundation for West Africa había entablado una demanda contra el gobierno de Gambia en el tribunal de la CEDEAO en Abuya para forzar la liberación de Manneh. La audiencia tuvo lugar el 16 de julio de 2007 y la acusación estuvo representada por la abogada nigeriana Femi Falana. Los cargos se basan en la violación de la ley en virtud de los artículos 4, 5 y 7 de la Carta Africana de Derechos Humanos y de los Pueblos . También viola el artículo 6 de la Carta Africana de Derechos Humanos y de los Pueblos, que garantiza su derecho a la libertad personal. Un representante del gobierno de Gambia no compareció en la primera audiencia, por lo que el caso se aplazó hasta el 26 de septiembre de 2007. 

### Signos de vida en Banjul
En julio de 2007 también se sospechó que el director gerente del Daily Observer y confidente de Jammeh, Saja Taal , fue el autor intelectual del arresto de Manneh.  En ese momento, Manneh era, según el presidente del Sindicato de Prensa de Gambia, Madi Ceesay , el periodista que había estado encarcelado durante más tiempo en Gambia. A finales de julio de 2007, se informó que Manneh fue visto en el Royal Victoria Teaching Hospital (RVTH) en Banjul, supuestamente para recibir tratamiento para la hipertensión arterial. Más tarde fue trasladado a una clínica militar cercana. 
Ningún representante del gobierno compareció en la audiencia de septiembre, pero el veredicto debía aprobarse en noviembre del mismo año. A finales de septiembre, la Federación Internacional de Periodistas expresó su temor de que Manneh hubiera sido asesinado en prisión y exigió pruebas en contrario al gobierno de Gambia. Se basaron en lo que creían que era una declaración creíble de un empleado de la prisión Mile 2. Se dice que Manneh fue llevado allí después de su estadía en el RVTH y le dijeron que no volvería a verlo al día siguiente. 
Tres testigos de la acusación fueron interrogados el día del juicio en noviembre en el Tribunal de la CEDEAO. La sentencia no debe anunciarse hasta finales de enero. En enero, el tribunal se aplazó hasta el 13 de marzo de 2008 para escuchar el testimonio de los dos agentes de la NIA que presuntamente arrestaron a Manneh. 
Poco antes del juicio en marzo, se anunció que se había invitado a cinco testigos a Abuya: tres fuerzas de seguridad militares y dos oficiales de policía de alto rango. Dado que no comparecieron en la fecha, al igual que un representante del gobierno, se pospuso el pronunciamiento del veredicto hasta el 5 de junio de 2008. El 10 de marzo, la NIA intentó secuestrar a uno de los ex testigos, el periodista Yahya Dampha, en su exilio en Senegal. Dampha, que pudo escapar, declaró que había recibido amenazas telefónicas de antemano, también dijo a la prensa que sus vecinos habían sido interrogados sobre él. 
Con una decisión histórica, el Tribunal de Justicia de la CEDEAO dictó sentencia el 5 de junio de 2007. El veredicto dictaminó que el arresto del jefe Ebrima Manneh era ilegal y ordenó su liberación inmediata. El tribunal también le otorgó 100.000 dólares estadounidenses en concepto de daños. Como de costumbre, el gobierno de Gambia guardó silencio sobre el caso Manneh.

### Segundo aniversario del arresto
En el segundo aniversario del encarcelamiento de Manneh, Momodou LK Sanneh , líder de la minoría en el parlamento, pidió en julio de 2008 al gobierno que reconociera la sentencia del tribunal y liberara a Manneh de inmediato. 
El 6 de abril de 2009, la fiscal general y ministra de Justicia, Marie Saine-Firdaus, negó tener más conocimiento en el Parlamento sobre el paradero de Manneh. Políticos extranjeros enviaron una petición en abril de 2009. 
En los Premios de Medios de Amnistía Internacional 2009, la jefa Ebrima Manneh recibió el Premio Especial de Periodismo en ausencia.  Yayah Jammeh comentó por primera vez sobre el caso Manneh en una entrevista en julio de 2009, su declaración fue: 

"¿Cómo podemos liberar a alguien que no ha sido arrestado por nosotros".

Edward Gomez, fiscal general y fiscal general, continuó negando en octubre que el estado supiera algo sobre el paradero de Manneh. El Foro de Editores Africanos (TAEF) honró a Manneh en el mismo mes con el Premio al Héroe del Periodismo Africano. 
El 16 de marzo de 2011, se dice que Jammeh hizo una declaración a los representantes de la prensa. En ese momento aseguró que el gobierno no tuvo nada que ver con la muerte del jefe Manneh ("Déjeme dejar muy claro que el gobierno no tiene nada que ver con la muerte del jefe Manneh").  Los rumores de la muerte se difundieron ya en junio de 2009.

## Informes de prensa sobre su muerte
En marzo de 2019, el periódico The Point informó que Manneh murió a mediados de 2008 cuando lo llevaban de una estación de policía al hospital de Diabugu Batapa. Se dice que fue enterrado detrás de la comisaría de policía local.